# 6 de agosto nos Jogos Olímpicos de Verão de 2016
6 de agosto de 2016 nos Jogos Olímpicos de Verão de 2016 foi o quarto dia de competições. É o primeiro dia em que houve disputas de múltiplas modalidades e também em que houve disputa de medalhas.

## Esportes
| - Basquetebol - Boxe - Ciclismo - Esgrima - Futebol - Ginástica - Halterofilismo | - Handebol - Hipismo - Hóquei sobre a grama - Judô - Natação - Polo aquático - Remo | - Rugby sevens - Tênis - Tênis de mesa - Tiro - Tiro com arco - Voleibol - Voleibol de praia |

## Campeões do dia
| Evento                                                | Ouro                                                                     | Prata                                                                      | Bronze                                                                         |
| ----------------------------------------------------- | ------------------------------------------------------------------------ | -------------------------------------------------------------------------- | ------------------------------------------------------------------------------ |
| Ciclismo - Corrida em estrada detalhes                | Greg Van Avermaet BEL Bélgica                                            | Jakob Fuglsang DEN Dinamarca                                               | Rafał Majka POL Polônia                                                        |
| Tiro - Carabina de ar 10 m feminino detalhes          | Virginia Thrasher USA Estados Unidos                                     | Du Li CHN China                                                            | Yi Siling CHN China                                                            |
| Tiro - Pistola de ar 10 m masculino detalhes          | Hoàng Xuân Vinh VIE Vietnã                                               | Felipe Wu BRA Brasil                                                       | Pang Wei CHN China                                                             |
| Judô - Até 48 kg feminino detalhes                    | Paula Pareto ARG Argentina                                               | Jeong Bo-kyeong KOR Coreia do Sul                                          | Ami Kondo JPN Japão Galbadrakhyn Otgontsetseg KAZ Cazaquistão                  |
| Tiro com arco - Equipes masculinas detalhes           | Kim Woo-jin Ku Bon-chan Lee Seung-yun KOR Coreia do Sul                  | Brady Ellison Zach Garrett Jake Kaminski USA Estados Unidos                | Alec Potts Ryan Tyack Taylor Worth AUS Austrália                               |
| Judô - Até 60 kg masculino detalhes                   | Beslan Mudranov RUS Rússia                                               | Yeldos Smetov KAZ Cazaquistão                                              | Naohisa Takato JPN Japão Diyorbek Urozboev UZB Uzbequistão                     |
| Esgrima - Espada individual feminino detalhes         | Emese Szász HUN Hungria                                                  | Rossella Fiamingo ITA Itália                                               | Sun Yiwen CHN China                                                            |
| Halterofilismo - Até 48 kg feminino detalhes          | Sopita Tanasan THA Tailândia                                             | Sri Wahyuni Agustiani INA Indonésia                                        | Hiromi Miyake JPN Japão                                                        |
| Natação - 400 m medley masculino detalhes             | Kosuke Hagino JPN Japão                                                  | Chase Kalisz USA Estados Unidos                                            | Daiya Seto JPN Japão                                                           |
| Natação - 400 m livre masculino detalhes              | Mack Horton AUS Austrália                                                | Sun Yang CHN China                                                         | Gabriele Detti ITA Itália                                                      |
| Natação - 400 m medley feminino detalhes              | Katinka Hosszú HUN Hungria                                               | Madeline Dirado USA Estados Unidos                                         | Mireia Belmonte ESP Espanha                                                    |
| Natação - Revezamento 4x100 m livre feminino detalhes | Emma McKeon Brittany Elmslie Bronte Campbell Cate Campbell AUS Austrália | Simone Manuel Abbey Weitzeil Dana Vollmer Katie Ledecky USA Estados Unidos | Sandrine Mainville Chantal Van Landeghem Taylor Ruck Penny Oleksiak CAN Canadá |